# Andreas Steppan

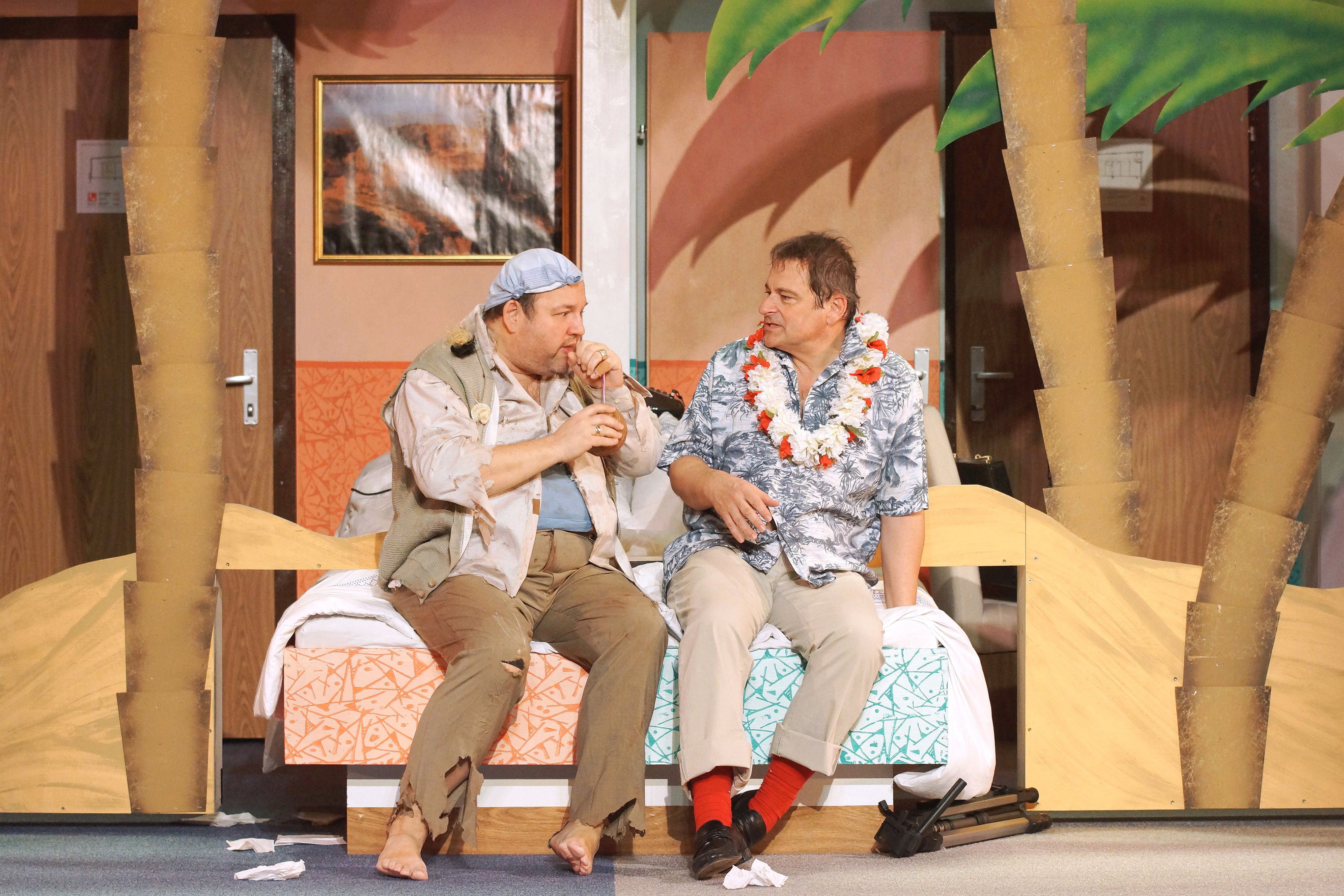
Andreas Steppan in Die Nervensäge mit Gerald Pichowetz (2017)

Andreas Steppan (* 15. Juni 1959 in Linz, Oberösterreich) ist ein österreichischer Schauspieler, Sänger und Entertainer. Einer breiten Öffentlichkeit ist er bekannt geworden durch seine TV-Auftritte im ORF als SelfMan, der Heimwerker der Nation, von 1991 bis 2000. Seit dem 28. Jänner 2009 war er wieder in dieser Rolle zu sehen. Selfman wurde nun alle zwei Wochen jeweils mittwochs im ORF ausgestrahlt.

## Leben und Wirken
Steppan absolvierte nach seiner Matura 1977 eine Ausbildung im Max-Reinhardt-Seminar in Wien. Es folgten Gesangs- und Schauspielunterricht in den USA von 1979 bis 1980.
Mit der Schauspielerin Nicole Fendesack hat er die gemeinsame Tochter Samantha Steppan, die ebenfalls Schauspielerin wurde und mit dem Schauspieler Max G. Fischnaller verheiratet ist.

### TV und Fernsehen
In der ORF-Talenteshow Die große Chance hatte er seinen ersten Auftritt mit einer Parodie auf Sammy Davis jr.
Ab 1983 spielte Steppan in zahlreichen Film- und Fernsehrollen, wie Eine blassblaue Frauenschrift (Regie: Axel Corti), Ach, Boris (Regie: Niki List, 1991) und Fahrt in die Hauptstadt (Regie: Wolfram Paulus, 1991) und Oben ohne (Regie: Reinhard Schwabenitzky, 3. Staffel 2007 und 4. Staffel 2008). Bis 2009 wirkte er in der ORF-Radiosendung Der Guglhupf (Ö1) mit.
Steppan verbindet eine langjährige Zusammenarbeit als Schauspieler mit dem Regisseur Gabriel Barylli in TV-Produktionen wie Preis der Unschuld (TV, 1998), Ich kaufe mir einen Mann (1999), Feindliche Schwestern (2000), Eine große Liebe (2001), Anwalt des Herzen (2001), Reise des Herzens (2001).
Von 1988 bis 1996 war Steppan im Deutschen Fernsehen als singender „Ültje-Mann“ in den Werbespots der Firma Ültje zu sehen.

### Theater und Musical
Seit 1982 spielte er in Wiener Theaterhäusern, wie Theater an der Wien, im Theater der Jugend, im Theater in der Josefstadt, in den Wiener Kammerspielen, in der „Kleinen Komödie“ und im Wiener Kabarett Simpl.
1998 war er im Wiener Metropol in dem Erfolgsmusical High Society in der Rolle des „Frank Sinatra“ zu sehen. Im Stadttheater Baden verkörperte Steppan in demselben Musical im Jahr 2008 die Rolle des „Bing Crosby“.
Im Wiener Theater in der Josefstadt und deren Filialdependance, den Wiener Kammerspielen,  wirkte er in Stücken mit, wie Hurra ein Junge (2000), Ich liebe Dich mein Kropatschek (2002),  Das verflixte 7. Jahr (2003), Die Kaktusblüte (2006) und Amarone (Regie: Gabriel Barylli, 2008). Im Wiener Theater Drachengasse war er in der Inszenierung „Kosmetik des Bösen“ (2006) zu sehen.
2006/2007 hat er mit Wolfgang Pissecker in Österreich das kabarettistische Theaterstück Zwangspause aufgeführt.
Ab 2006 war er gemeinsam mit Gabriel Barylli Intendant der (von 1994 bis 2010/11 existierenden) Mödlinger Komödienspiele, wo er in der Sommersaison 2009 den amerikanischen Komödienhit Californian Suite (Regie: Nicole Fendesack) im Stadttheater Mödling inszenierte.
Seit September 2017 besetzt er die Rolle des Wolfgang Edler im Jukebox-Musical I Am from Austria.

### Entertainment, Gesang und Lesungen
Seit 1985 ist er mit eigener Show und Band bei Galas als Entertainer und Sänger tätig, als Solokünstler hält er Lesungen und betätigt sich als Moderator vieler Veranstaltungen.
2014 war er mit seinem Programm Schwerkraft, Linksfahrer und andere Ärgernisse im Rahmen der Hyundai Kabarett-Tage im ORF zu sehen.